# 박초은

## 주요 이력
2007년 방송데뷔하였다.

## 출연작

### 드라마
| 연도 | 방송사 | 제목                    | 역할                    | 비고 |
| ---- | ------ | ----------------------- | ----------------------- | ---- |
| 2012 | MBC    | 사랑했나봐              | 하임갤러리 직원         |      |
| 2013 | SBS    | 야왕                    | 김비서                  |      |
| 2013 | MBC    | 세상에서 가장 위대한 일 | 미진                    |      |
| 2013 | tvN    | 푸른거탑 리턴즈         | 여자친구                |      |
| 2014 | MBC    | 모두 다 김치            | 정은애                  |      |
| 2015 | MBC    | 이브의 사랑             | 구강모 본부장실 비서 역 |      |
| 2015 | SBS    | 가면                    | 영미                    |      |
| 2016 | SBS    | 우리 갑순이             |                         |      |

### 영화
| 연도 | 방송사           | 제목 | 역할 | 비고 |
| ---- | ---------------- | ---- | ---- | ---- |
| 2017 | 골든타이드픽쳐스 | 은하 | 희숙 |      |

### 예능
- 2008년 MBC 《개그야》
  - <그렇지요~~> 유치원 선생님 역
- 2010년 MBC 《꿀단지》
- 2011년 MBC 《웃고 또 웃고》
- 2012년 MBC 《뮤직 코믹쇼》
- 2012년 MBC 《무한도전》 - 정총무가 쏜다 편
- 2019년 tvN 《플레이어》
- 2020년 tvN 《신박한 정리》
- 2020년 tvN 《코미디 빅리그》